# Complexe sportif Samuel-Kanyon-Doe
 (mai 2025).
Le Complexe sportif Samuel-Kanyon-Doe  de Monrovia, du nom de l'ancien président libérien Samuel Doe (1951-1990) est le stade de football national du Liberia.
Ce stade de 35 000 places, construit en 1986 est exclusivement réservé à l'équipe national de football libérien.
Cette enceinte sportive sert aussi pour le rugby, l'athlétisme et les événements culturels.